# براندون كوران
براندون كوران (بالإنجليزية: Brandon Curran)‏ هو لاعب كرة قدم أمريكي، ولد في 13 أكتوبر 1980 في بابيليون في الولايات المتحدة. لعب مع تشارلستون بيتري.

## وصلات خارجية
- براندون كوران على موقع قاعدة بيانات كرة القدم.إي يو (الإنجليزية)